# 懷奧 (加利福尼亞州)
懷奧（英語：Wyo）是位於美國加利福尼亞州格伦縣的一個非建制地區。該地的面積和人口皆未知。

## 地理
懷奧的座標為39°46′14″N 122°11′29″W / 39.77056°N 122.19139°W，而該地的平均海拔高度為82米（即269英尺）。